# Porsche Tennis Grand Prix 1984
Il Porsche Tennis Grand Prix 1984 è stato un torneo femminile di tennis giocato sul cemento indoor. 
È stata la 7ª edizione del Porsche Tennis Grand Prix, che fa del Virginia Slims World Championship Series 1984.
Si è giocato a Filderstadt in Germania, dal 15 al 21 ottobre 1984.

## Campionesse

### Singolare
Catarina Lindqvist ha battuto in finale  Steffi Graf con il punteggio di 6–1, 6–4

### Doppio
Claudia Kohde Kilsch /  Helena Suková hanno battuto in finale  Bettina Bunge /  Eva Pfaff con il punteggio di 6–2, 4–6, 6–3